# Triangolo di Einthoven

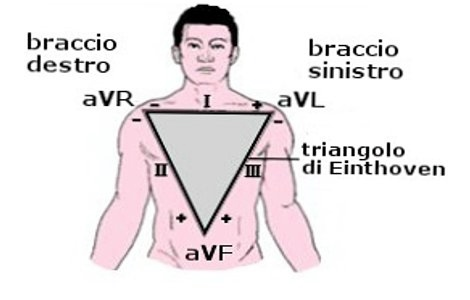
Il triangolo di Einthoven

Il Triangolo di Einthoven è il principio fisiologico sul quale si basa l'elettrocardiogramma.
È stato proposto ai primi del Novecento dal medico fisiologo Willem Einthoven.
Si considera un uomo con le braccia estese e si individua un triangolo equilatero, dove un lato è la distanza tra i due polsi e gli altri due la distanza tra i polsi e le caviglie unite.

La distanza di un punto dagli altri due, considerati insieme, è la misura della corrente di quel punto.
L'utilità di tale triangolo consiste nel fatto che una forza elettrica che origina a livello cardiaco può essere rappresentata come un vettore che viene guardato dalle diverse angolazioni.
Le tre derivazioni bipolari (questo il nome dei nostri tre punti: polso destro, polso sinistro, caviglie) registrano quindi l'attività elettrica cardiaca da come questa risulta dalla sua proiezione sul lato del triangolo.

Quindi la derivazione I (polso destro) è uguale alla somma tra la derivazione II e la derivazione III, la derivazione II (polso sinistro) è uguale a III+I, mentre la derivazione III (caviglie) è uguale a I+II.